# VfB Stuttgart (Frauenfußball)
Die Frauenfußball-Abteilung des VfB Stuttgart besteht seit 2021. Die erste Mannschaft ist 2025 erstmals in die 2. Frauen-Bundesliga aufgestiegen.

## Geschichte

### VfB Obertürkheim (1974 bis 2022)
Bereits ab 1974 spielten Frauen beim VfB Obertürkheim. Im Jahr 1994 wurde schließlich die Frauenfußballabteilung gegründet. Die erste Frauenmannschaft spielte ab dem Aufstieg in der Saison 2018/19 in der Regionalliga Süd, der dritthöchsten Liga Deutschlands. In der Saison 2021/22 stieg die Mannschaft wieder in die Oberliga Baden-Württemberg ab.

### VfB Stuttgart (seit 2022)

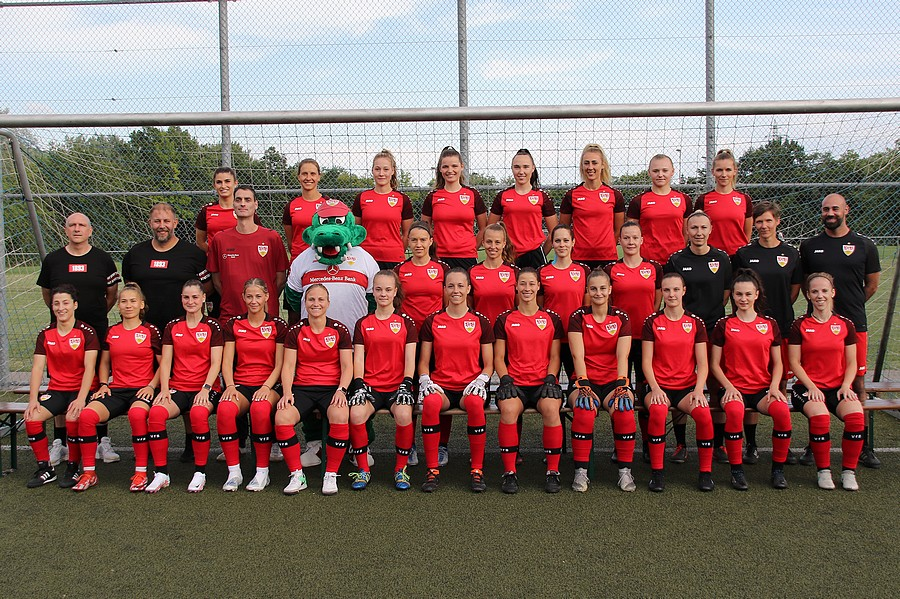
Die erste Frauenmannschaft des VfB Stuttgart beim Trainingsauftakt im Juli 2022

Am 31. Mai 2021 wurde zum ersten Mal in der Vereinsgeschichte des VfB Stuttgart eine Frauenfußballabteilung gegründet. Seit dem 1. Juli 2022 ist die erste Frauenmannschaft Teil der VfB Stuttgart 1893 AG, dem Unternehmen, welches die professionelle Fußballabteilung des VfB Stuttgart betreibt. Der Spielbetrieb startete zur Saison 2022/23. Geplant ist der Aufbau mehrerer Teams im Aktiven- und Nachwuchsbereich, der durch eine neu geschlossene Kooperation mit dem VfB Obertürkheim, von dem man das Spielrecht für die geplanten Mannschaften übernimmt, realisiert werden soll. Die erste Frauenmannschaft des VfB tritt in ihrer Premierensaison in der viertklassigen Oberliga Baden-Württemberg an. Die zweite Mannschaft übernahm das Spielrecht in der Landesliga Württemberg. Der VfB Obertürkheim behielt im Erwachsenenbereich nur das Spielrecht für seine dritte Mannschaft, die somit zur ersten Mannschaft der Obertürkheimer wurde.
Am 28. Juli 2022 übernahm Heiko Gerber den Cheftrainerposten von Vereinsmanagerin Lisa Lang, die das Amt zuvor interimsweise besetzt hatte. Lisa Lang ist seit März 2023 Teammanagerin. Die erste Oberliga-Saison beendete man mit vielen schweren Verletzungen, unter anderem fünf Kreuzbandrissen, auf Platz 2.
Seit Juni 2023 ist Sascha Glass Sportdirektor der Frauenfußball-Abteilung. In der Saison 2023/24 stieg die erste Frauenmannschaft durch den Gewinn des Meistertitels in die drittklassige Regionalliga Süd auf.
In der Saison 2024/25 gewann die erste Frauenmannschaft auch hier die Meisterschaft und marschierte damit direkt in die 2. Frauen-Bundesliga durch.

## Stadion
Die Mannschaft spielt im Stadion des Polizeisportvereins Stuttgart im Stuttgarter Neckarpark, das 4.000 Plätze bietet.

## Erste Mannschaft

### Kader 2025/26
(Stand: 1. Juli 2025)
| Nr.        | Nat.                | Name              | Geburtstag | Im Verein seit | Vertrag bis |
| Tor        | Tor                 | Tor               | Tor        | Tor            | Tor         |
| ---------- | ------------------- | ----------------- | ---------- | -------------- | ----------- |
| 1          | Deutschland         | Kiara Beck        | 01.06.2004 | 2024           | 2027        |
| 22         | Deutschland         | Pia Hein          | 19.11.1998 | 2025           | 2026        |
| 25         | Deutschland         | Eve Boettcher     | 25.01.2005 | 2025           | 2027        |
| Abwehr     |                     |                   |            |                |             |
| 2          | Deutschland         | Linette Hofmann   | 18.08.2004 | 2024           | 2026        |
| 3          | Deutschland         | Lenelotte Müller  | 10.05.2008 | 2024           | 2026        |
| 5          | Kosovo              | Laureta Temaj     | 13.06.2002 | 2023           | 2026        |
| 6          | Deutschland         | Charlotte Blümel  | 08.12.2001 | 2024           | 2026        |
| 8          | Deutschland         | Maximiliane Rall  | 18.11.1993 | 2025           | 2027        |
| 14         | Deutschland         | Katharina Schäfer | 23.04.2007 | 2024           | 2027        |
| 16         | Deutschland         | Janina Hechler    | 28.01.1999 | 2025           | 2028        |
| 17         | Deutschland         | Muriel Dürr       | 15.01.2009 | 2025           | 2028        |
| 32         | Deutschland         | Tamar Dongus      | 11.05.1994 | 2025           | 2027        |
| Mittelfeld |                     |                   |            |                |             |
| 7          | Deutschland         | Dafina Redzepi    | 02.01.2005 | 2024           | 2026        |
| 10         | Deutschland         | Anja Selensky     | 05.02.1993 | 2022           | 2026        |
| 13         | Deutschland         | Leonie Kopp       | 02.05.1999 | 2023           | 2026        |
| 19         | Japan               | Yuka Hirano       | 27.01.1997 | 2024           | 2026        |
| 21         | Deutschland         | Emma Babic        | 22.01.2008 | 2023           | 2026        |
| 24         | Deutschland         | Celine Philipp    | 21.06.1998 | 2022           | 2026        |
| 30         | Deutschland         | Joy Castor        | 07.09.2000 | 2023           | 2026        |
| 33         | Deutschland         | Fabienne Dongus   | 11.05.1994 | 2025           | 2027        |
| 99         | Deutschland         | Gillian Castor    | 07.09.2000 | 2023           | 2026        |
| Sturm      |                     |                   |            |                |             |
| 9          | Schweiz Deutschland | Julia Glaser      | 07.10.1997 | 2024           | 2026        |
| 11         | Deutschland         | Rosa Rückert      | 12.05.2007 | 2025           | 2027        |
| 18         | Deutschland         | Jana Spengler     | 30.01.1995 | 2023           | 2026        |
| 20         | Deutschland         | Jana Beuschlein   | 04.10.1995 | 2023           | 2026        |
| 26         | Osterreich          | Nicole Billa      | 05.03.1996 | 2025           | 2028        |
| 29         | Deutschland         | Meike Meßmer      | 28.10.1995 | 2024           | 2026        |
| 77         | Deutschland         | Leonie Schetter   | 18.07.2006 | 2025           | 2027        |
| 79         | Japan               | Haruka Ōsawa      | 15.04.2001 | 2025           | 2027        |

### Transfers der Saison 2025/26
(Stand: 24. Juni 2025)
| Zugänge          | Zugänge                   |
| Spieler          | Abgebender Verein         |
| Sommerpause 2025 | Sommerpause 2025          |
| ---------------- | ------------------------- |
| Nicole Billa     | 1. FC Köln                |
| Eve Boettcher    | RB Leipzig                |
| Fabienne Dongus  | TSG 1899 Hoffenheim       |
| Tamar Dongus     | Grasshopper Club Zürich   |
| Muriel Dürr      | VfL Kirchheim/Teck        |
| Janina Hechler   | 1. FC Köln                |
| Pia Hein         | FC Ingolstadt 04          |
| Haruka Ōsawa     | JEF United Ichihara Chiba |
| Rosa Rückert     | Eintracht Frankfurt II    |
| Leonie Schetter  | TSG 1899 Hoffenheim II    |

| Abgänge            | Abgänge             |
| Spieler            | Aufnehmender Verein |
| Sommerpause 2025   | Sommerpause 2025    |
| ------------------ | ------------------- |
| Hanna Birkner      | unbekannt           |
| Laura Bozenhardt   | 1. FC Heidenheim    |
| Svea Fleischmann   | 1. FC Heidenheim    |
| Anna-Sophie Fliege | unbekannt           |
| Sophie Gairing     | VfB Stuttgart II    |
| Lavinia Haas       | VfB Stuttgart II    |
| Mandy Islacker     | FC Schalke 04       |
| Farah Jusufovic    | SFK 2000 Sarajevo   |
| Besarta Leci       | Karriereende        |
| Leonie Maier       | Karriereende        |
| Chiara Marziniak   | 1. FC Heidenheim    |
| Janina Müller      | Karriereende        |

### Trainer- und Betreuerstab 2025/26
(Stand: 1. Juli 2025)
| Nat.               | Name             | Funktion                    | seit        |
| Trainerstab        | Trainerstab      | Trainerstab                 | Trainerstab |
| ------------------ | ---------------- | --------------------------- | ----------- |
| Deutschland        | Heiko Gerber     | Cheftrainer                 | Juli 2022   |
| Deutschland        | Ersin Canpolat   | Co-Trainer                  | Juli 2022   |
| Deutschland        | Theresa Panfil   | Co-Trainerin                | Juli 2024   |
| Deutschland        | Miriam Hanemann  | Torwarttrainerin            | Juli 2024   |
| Deutschland        | Philipp Meister  | Torwarttrainer / Scouting   | Juli 2024   |
| Vereinigte Staaten | Desmond Thompson | Athletiktrainer             | Juli 2023   |
| Deutschland        | Simon Kubach     | Spiel- und Videoanalyse     | Juli 2025   |
| Management         |                  |                             |             |
| Deutschland        | Sascha Glass     | Sportdirektor               | Juni 2023   |
| Deutschland        | Lisa Lang        | Managerin Sportorganisation | März 2023   |
| Deutschland        | Tobias Schwaab   | Teammanager                 | Juli 2025   |
| Deutschland        | Ralph Munz       | Spielleiter                 | Juli 2022   |

## Sponsoren
| Sponsoren und Ausrüster der Frauenmannschaft des VfB Stuttgart | Sponsoren und Ausrüster der Frauenmannschaft des VfB Stuttgart | Sponsoren und Ausrüster der Frauenmannschaft des VfB Stuttgart | Sponsoren und Ausrüster der Frauenmannschaft des VfB Stuttgart | Sponsoren und Ausrüster der Frauenmannschaft des VfB Stuttgart | Sponsoren und Ausrüster der Frauenmannschaft des VfB Stuttgart |
| Zeitraum                                                       | Ausrüster                                                      | Hauptsponsor                                                   | Hauptsponsor                                                   | Ärmelsponsor                                                   | Ärmelsponsor                                                   |
| Zeitraum                                                       | Ausrüster                                                      | Name                                                           | Branche                                                        | Name                                                           | Branche                                                        |
| -------------------------------------------------------------- | -------------------------------------------------------------- | -------------------------------------------------------------- | -------------------------------------------------------------- | -------------------------------------------------------------- | -------------------------------------------------------------- |
| 2022–                                                          | Jako                                                           | Allianz SE                                                     | Versicherer                                                    | Ritter Sport                                                   | Lebensmittel                                                   |

## Erfolge

### VfB Stuttgart
- WFV-Pokalsieger der Frauen: 2023/24, 2024/25
- Meister der Regionalliga Süd: 2024/25
- Meister der Oberliga BW: 2023/24

#### VfB Stuttgart U17
- Meister der B-Juniorinnen Verbandsstaffel Nord: 2023
- WFV-Pokalsieger der B-Juniorinnen: 2024/25

## Statistik
Grün unterlegte Spielzeiten markieren einen Aufstieg.
| Saison  | Liga                 | Platz | S  | U | N | Tore   | Punkte | DFB-Pokal |
| ------- | -------------------- | ----- | -- | - | - | ------ | ------ | --------- |
| 2022/23 | Oberliga BW          | 2.    | 15 | 6 | 3 | 59:19  | 51     | -         |
| 2023/24 | Oberliga BW          | 1.    | 21 | 0 | 1 | 89:11  | 63     | -         |
| 2024/25 | Regionalliga Süd     | 1.    | 20 | 2 | 0 | 116:16 | 62     | 1. Runde  |
| 2025/26 | 2. Frauen-Bundesliga |       |    |   |   |        |        |           |